# Бахманбеги, Мухаммед
Мухаммед Бахманбеги  (перс. محمد بهمن‌بیگی‎; 1921, Фарс — 1 мая 2010) — иранский историк и борец за права кочевого кашкайского народа.

## Биография
Родился в семье кашкайцев в южном регионе Фарс. Его семья возглавляла небольшой клан, поэтому Мухаммед получил образование и поступил в университет в Тегеране. После его окончания уехал в США, где выступал как представитель племени кашкайцев, после чего вернулся на родину.
28 октября 1954 года был руководителем племенного образования американской программы «Четвертая точка» в Ширазе. Возглавил первую школу для кочевых народов Ирана, в частности, кашкайцев. Его творческий метод изменил судьбу огромного числа племенных кочевых мальчиков и девочек из бедности и неграмотности в хорошо образованных урбанизированных выпускников средних школ, большинство из которых впоследствии получили профессиональные степени и присоединились к городскому среднему классу в качестве врачей, инженеров, профессоров колледжей, банкиров, технологов и государственные чиновников. Модель кочевой школы Мухаммеда на тот момент была универсально уникальной и эффективной. Труды Бахманбеги были хорошо известны среди читателей персидского происхождения и считаются большим вкладом в современную иранскую культурно-историческую литературу. Став хорошо известным западным средствам массовой информации и пионерами в области образования, Мухаммед был удостоен награды ЮНЕСКО в 1974 году. Однако та же самая группа пренебрегала им, когда революция в стране привела к противостоянию между США и Ираном. И из-за чего долгое время на родине Бахманбеги научные достижения игнорировались. В итоге Мухаммед был вынужден покинуть родной город и укрыться в иранской столице Тегеране, где прожил более десяти лет. Несмотря на это, он не завершил свою карьеру, а продолжал писать книги о кашкайцах и других кочевых народах Ирана. На основе некоторых из них режиссёром Камраном Гейдаром в 2005 году был снят документальный фильм Белые палатки. В 2005 году Иранская академия искусств объявила о проведении «церемонии прославления» памяти Бахманбейги.
Мухаммед Бахманбеги скончался 1 мая 2010 года в возрасте 90 лет.